# RTL II
RTL Zwei je německá soukromá televizní stanice skupiny RTL Group. Je zaměřená za zahraniční seriály a filmy, pořady pro děti a pořady z vlastní produkce.
Televizní vysílání bylo zahájeno 6. března 1993.

## Aktuální program

### Zahraniční pořady
- 21 Jump Street
- 24 (24 hodin)
- The A-Team
- According to Jim (Svět podle Jima)
- Andromeda (Andromeda)
- Angela's Eyes
- Battlestar Galactica
- Bewitched
- Beyond Belief: Fact or Fiction (Věřte nevěřte)
- The Brady Bunch
- Californation
- Dead Like Me (Mrtví jako já)
- The Dead Zone
- Dexter (Dexter)
- Dog the Bounty Hunter
- Fear the Walking Dead (Živí mrtví: Počátek konce)
- Game of Thrones (Hra o trůny)
- Hercules: The Legendary Journeys (Herkules)
- Heroes (Hrdinové)
- Heroes Reborn (Hrdinové: Znovuzrození)
- Home Improvement (Kutil Tim)
- Law & Order: Special Victims Unit (Zákon a pořádek: Útvar pro zvláštní oběti)
- Matlock
- Miami Vice (Miami Vice)
- Sleeper Cell
- Smallville (Smallville)
- Stargate SG-1 (Hvězdná brána)
- Stargate Atlantis (Hvězdná brána: Atlantida)
- Stargate Universe (Hvězdná brána: Hluboký vesmír)
- The FBI Files
- The Last Ship (Poslední loď)
- The Shannara Chronicles (Letopisy rodu Shannara)
- Torchwood (Torchwood)
- True Blood (Pravá krev)
- Xena: Warrior Princess (Xena)

### Reality show
- Big Brother Germany
- Frauentausch - německá verze pořadu Výměna manželek (Wife Swap)

### Pořady pro děti
- Winx Club
- Gormiti
- Pokémon
- Naruto